# カタリーナ・フォン・ブランデンブルク
カタリーナ・フォン・ブランデンブルク（Katharina von Brandenburg, 1602年5月28日 - 1644年8月27日）は、ドイツのブランデンブルク選帝侯家の公女で、トランシルヴァニア公ベトレン・ガーボルの2番目の妻。夫の死後、一時的にトランシルヴァニア公国の元首（在位：1629年 - 1630年）を引き継いだ。ハンガリー語名はブランデンブルギ・カタリン（Brandenburgi Katalin）。

## 生涯
ブランデンブルク選帝侯ヨーハン・ジギスムントとその妻でプロイセン公アルブレヒト・フリードリヒの娘であるアンナの間の第4子、三女として生まれた。1623年、モスクワ・ロシアのツァーリ・ミハイルの求婚を避けるため、次姉のスウェーデン王妃マリア・エレオノーラの暮らすストックホルム宮廷に滞在している。
1626年3月2日にコシツェにおいて、22歳年上のトランシルヴァニア公ベトレン・ガーボルと結婚した。カタリーナはトランシルヴァニアで公妃として満たされた生活を送り、また夫の後継者として認められた。カタリーナが夫の死後に公国の元首の地位を引き継ぐことは、宗主国であるオスマン帝国の大宰相府（Bâb-ı Âli）からも承認された。
しかし1629年に夫が死んで自らが元首となると、カタリーナはプロテスタント勢力の強い公国内でカトリック教会を支援したり、寵愛するチャーキ・イシュトヴァーン伯爵（Csáky István）を後継者と宣言して貴族達の猛抗議を受け、これを取り消すなど、元首として不適格な振る舞いを繰り返した。カタリーナはトランシルヴァニアを、王領ハンガリーの統治者である神聖ローマ皇帝フェルディナント2世の影響下に置こうとしたとされる。メディアシュ（現ルーマニア領シビウ県）で開催されたトランシルヴァニア議会は女公を激しく非難し 、クルジュ＝ナポカに集まった等族たちはカタリーナの廃位を宣言した。
公の地位は義弟にあたるベトレン・イシュトヴァーンに渡ったが、数週間で彼も退けられた。その後を継いだラーコーツィ・ジェルジ1世は、カタリーナが夫から譲られていたファガラシュの城と所領を取り上げ、彼女に自分の息子ラーコーツィ・ジェルジ2世との養子縁組を強要しようとした。
カタリーナは居城を失ってセーケシュフェヘールヴァールに退去し、1633年にトカイの隠遁所において正式にカトリックに改宗した。カタリーナの庇護者だった皇帝フェルディナント2世は、1637年に崩御した際、遺言によりカタリーナを住まわせていた居館の所有権を彼女に譲渡した。
1639年8月27日にショプロンにおいて、ザクセン＝ラウエンブルク公ユリウス・ハインリヒの弟フランツ・カールと再婚した。フランツ・カールはカタリーナの大叔母アグネスの寡夫であった。カタリーナは再婚を機にハンガリーに持つ資産を全て売却し、夫と一緒にドイツに帰った。1644年、シェーニンゲン（ニーダーザクセン州ヘルムシュテット郡）にある長姉アンナ・ゾフィアの居城において死去した。